# EHC Red Bull München
Gli EHC Red Bull München o semplicemente EHC München sono una squadra professionistica tedesca di hockey su ghiaccio con sede a Monaco di Baviera. Fondati il 19 gennaio 1998, hanno disputato 5 stagioni consecutive in 2. Bundesliga fino alla stagione 2009/10, conclusasi con la vittoria finale dei Playoff e ottenendo per la prima volta la licenza per iscriversi in Bundesliga. 
Dalla stagione 2010/11 militano stabilmente nella Deutsche Eishockey Liga, il massimo campionato tedesco. Nelle prime 3 stagioni non riusciranno mai ad accedere ai Playoff. Ciò avverrà nella stagione 2014/15, dove il team guidato dal canadese Pierre Pagé, dopo aver ottenuto il secondo posto in stagione regolare, verrà eliminato prematuramente al primo turno dei Playoff. Nella stagione 2015/16 prendono parte alla CHL per la prima volta nella loro storia, mentre nella stessa stagione si laureano campioni di Germania, ripetendosi anche nelle stagioni 2016/17 e 2017/18. Nella stagione 2022/23 vincono per la quarta volta il campionato tedesco.

## 1998/99
Dopo la nascita del club nel 1998, Monaco cominciò a giocare nel campionato regionale. Già alla prima esperienza conquistarono la promozione al campionato nazionale.
I match casalinghi venivano giocati al Prinregentenstadion.

## 1999/2000
Nella stagione 1999/2000 il Monaco terminò il campionato al secondo posto, cioè raggiunse il girone per la promozione: chiudendo ancora secondo questa fase, salì nella Lega Bavarese.

## Piazzamenti nelle ultime stagioni
2023/24 - DEL - Quinto posto in stagione regolare, eliminato 4-1 da Fischtown Pinguins Bremerhaven in semifinale
2022/23 - DEL - Campioni
2021/22 - DEL - Secondo posto in stagione regolare, eliminato 3-1 da Eisbären Berlin in finale
2020/21 - DEL - Secondo posto gruppo Sud in stagione regolare, eliminato 2-0 da ERC Ingolstadt ai quarti
2019/20 - DEL - Primo posto in stagione regolare, playoff non disputati a causa Pandemia COVID-19
2018/19 - DEL - Secondo posto in stagione regolare, eliminato 4-1 da Adler Mannheim in finale
2017/18 - DEL - Campioni
2016/17 - DEL - Campioni
2015/16 - DEL - Campioni 
2014/15 - DEL - Secondo posto in stagione regolare, eliminato 4-0 da Grizzly Wolfsburg ai quarti
2013/14 - DEL - Settimo posto in stagione regolare, eliminato 2-1 da Iserlohn Roosters al primo turno
2012/13 - DEL - Dodicesimo posto in stagione regolare
2011/12 - DEL - Undicesimo posto in stagione regolare
2005/06 -
Primo posto nel girone per la retrocessione e secondo posto nella Lega federale
2004/05 -
Vicecampione - (Lega superiore meridionale)
2003/04 -
Terzo posto (Lega superiore meridionale)
2002/03 -
Vincitore lega bavarese
2001/02 -
Quinto posto (Lega bavarese - girone retrocessione)
2000/01 -
Quinto posto (Lega bavarese - girone retrocessione)
1999/00 -
Secondo classificato (Lega nazionale)
1998/99 -
Vincitore campionato regionale